# Tschuner Michailowitsch Taksami

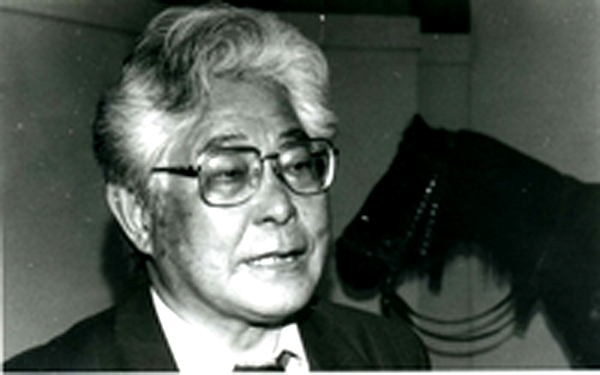
Tschuner Michailowitsch Taksami (Leningrad, 1989)

Tschuner Michailowitsch Taksami (russisch Чунер Михайлович Таксами; * 23. Februar 1931 im Dorf Kalma, Oblast Nischneamurskaja; † 27. Februar 2014 in St. Petersburg) war ein sowjetisch-russischer Ethnologe, Linguist und Hochschullehrer.

## Leben
Taksami stammte aus einer niwchischen Angelfischerfamilie. Er besuchte die Schule Nr. 5 des Chabarowsker Pädagogik-Instituts mit Abschluss 1950. Das Studium an der Universität Leningrad in der Historischen Fakultät mit Spezialisierung auf Geschichte der UdSSR schloss er 1955 ab.
Nach der Aspirantur im Moskauer Ethnographie-Institut der Akademie der Wissenschaften der UdSSR bei Leonid Potapow und Glafira Wassilewitsch verteidigte Taksami 1960 mit Erfolg seine Dissertation über die Wohn- und Wirtschaftsstrukturen der Niwchen am Amur und Amur-Liman für die Promotion zum Kandidaten der historischen Wissenschaften. Er blieb im Ethnographie-Institut und machte die Niwchen zu seinem Forschungsschwerpunkt. Sein Studium der Niwchischen Sprache führte zu umfangreichen Niwchisch-Russisch- und Russisch-Niwchisch-Wörterbüchern.
Seine Doktor-Dissertation über Probleme der Wirtschaft, der Sozialstruktur und der Geschichte der Niwchen von der Mitte des 19. bis zum Anfang des 20. Jahrhunderts verteidigte Taksami 1977 mit Erfolg für die Promotion zum Doktor der historischen Wissenschaften.
Taksami war von 1995 bis 1998 Vizedirektor und dann bis 2000 Direktor des St. Petersburger Peter-der-Große-Museums für Anthropologie und Ethnographie (Kunstkammer) der Russischen Akademie der Wissenschaften. Darauf leitete er bis 2010 den Lehrstuhl für Paläosibirische Sprachen, Folklore und Literatur der Staatlichen Pädagogischen Herzen-Universität St. Petersburg.